# 이승찬 (기업인)
이승찬(李昇燦, 1976년 ~ )는 대한민국의 기업인이다. 계룡건설산업 명예회장 이인구의 아들로, 2014년부터 계룡건설산업 대표이사이다.

## 학력
- 대전고등학교
- 연세대학교 경제학 학사

## 경력 사항
- 2002년 3월 계룡건설산업 관리본부 이사
- 2007년 2월 계룡건설산업 관리본부 본부장, 전무
- 2009년 2월 계룡장학재단 이사
- 2014년 9월 한국주택협회 이사
- 2014년 12월 KR산업 부회장
- 2016년 2월 대전상공회의소 부회장

## 수상 내역
- 2007년 건설교통부장관 표창패